# Griselda Gambaro
Griselda Gambaro (Barracas, 28 de julio de 1928) es una escritora y dramaturga argentina.

## Trayectoria
Una de las figuras señeras de su generación. Griselda Gambaro comenzó con la narrativa y pronto la alternó con la dramaturgia. Casada desde 1955 con el escultor Juan Carlos Distéfano. Durante la dictadura militar argentina se exilió en Barcelona entre 1977 y 1980 para luego regresar a Argentina. La escritora figura en las listas negras elaboradas por la dictadura en 1979.
Gambaro practica un "teatro ético", donde la preocupación por la condición humana (la justicia, la dignidad, el perdón) es planteada no a través de interrogaciones abstractas sino de las relaciones humanas. En sus textos, los vínculos tradicionales de la sociedad (familia, amigos, patrones) engendran humillaciones, odios y rencores, pero también hay lugar para la esperanza.
Participó del filme documental País cerrado, teatro abierto estrenado en 1990.
Su novela Ganarse la muerte fue prohibida por un decreto del dictador Videla cuyo gobierno de facto la halló "contraria a la institución familiar y al orden social".
En 2005 pronunció el discurso inaugural de la Feria Internacional del Libro de Buenos Aires «Del autor al lector». Fue la primera vez que la Feria (en ese momento en su trigésima primera edición) fue inaugurada por una mujer.
Asimismo, en 2006, la Sociedad General de Autores de la Argentina honró su trayectoria con el Gran Premio de Honor de Argentores.
En 2010 pronunció el discurso inaugural de la Feria del Libro de Fráncfort del Meno, Alemania, en nombre de los escritores argentinos, en la edición en que la Argentina fue el país invitado de honor. Asimismo, en 2006
En 2011 fue distinguida con el doctorado honoris causa por la Universidad Nacional de las Artes (UNA). Fue galardonada varias veces por la Fundación Konex, con un Diploma al Mérito por Teatro en 1984 y 1994, un Premio Konex de Platino en 2004 y finalmente con una Mención Especial por Trayectoria en 2014.

## Obra

### Novelas
- 1963: Madrigal en ciudad  (conjunto de tres novelas breves)
- 1967: Una felicidad con menos pena
- 1972: Nada que ver con otra historia
- 1976: Ganarse la muerte
- 1979: Dios no nos quiere contentos
- 1984: Lo impenetrable
- 1994: Después del día de la fiesta
- 2002: El mar que nos trajo
- 2004: Promesas y desvaríos
- 2005: A nadar con María Inés

### Cuentos
- 1953: Cuentos (con cubierta e ilustraciones de Juan Carlos Distéfano)
- 1965: El desatino
- 1976: La cola mágica
- 1998: Lo mejor que se tiene
- 2014: "Los animales salvajes" (conjunto de diecinueve cuentos)
- 1984: "La bola de cristal"
- 2000:"A nadar con María Inés"

### Teatro
- 1967: El campo
- 1990: Teatro 4
- 1991: Teatro 5
- 1995: Teatro 2.9 (2.ª edición)
- 1996: Teatro 6
- 1997: Teatro 1 (3.ª edición)
- 1997: Teatro 3 (3.ª edición)
- 2002: Teatro (cinco piezas)
- 2004: Teatro 7
- Si tengo suerte

### Otros
- 1976: Conversaciones con chicos: sobre la sociedad, los padres, los afectos, la cultura
- 1999: Escritos inocentes

## Recepción de sus obras
Gambaro es una autora de gran importancia dentro del contexto social y cultural de su época, tanto dentro del panorama teatral como narrativo. En 1965 estrenó su primera obra teatral, El desatino, en el Instituto Torcuato Di Tella dirigida por Jorge Petraglia. Esta obra desató la polémica, dado que muchos críticos la entendieron como una obra totalmente ajena a la realidad argentina y desligada del compromiso social que el realismo reflexivo había propuesto como fundamental para el teatro.[cita requerida] Para Osvaldo Pellettieri, la obra fue «fundamental para la evolución del absurdo en Argentina» y «comenzó una polémica abierta en el seno de nuestro teatro que trajo beneficiosos resultados para su evolución posterior». Para Griselda Gambaro, El desatino:

«[...] fue entendida como una ruptura con la corriente del realismo reflexivo identificada con una postura de izquierda, considerada superficial y políticamente dudosa, escrita de espaldas a lo que era la realidad argentina».

La polémica continuó con el estreno de otras obras de la misma autora: Viaje de invierno, (1965), Las paredes (1966), Los siameses (1967) y El campo (1968).
En 1970 estrenó Nada que ver. Sólo un aspecto (1971), Dar la vuelta (1972-73), Información para extranjeros (1973), Puesta en claro (1974), Sucede lo que pasa (1975), Real Envido (1980), La Malasangre (1981) o Del sol naciente (1984).
La obra de Gambaro está comprometida con la realidad de su tiempo, a nivel social, político y de género. De este modo, el 27 de abril de 1977 un decretó prohibió su novela Ganarse la muerte, y dos meses más tarde, Gambaro decidió exiliarse del país durante tres años.
Griselda Gambaro participó en el movimiento de Teatro Abierto, al cual definió como:

«una idea del dramaturgo argentino Osvaldo Dragún que junto con otros creadores y gente de teatro decidieron hacer una serie de veinte obras de veinte autores diferentes, representándose tres por día y donde intervinieron los mejores actores y directores de la Argentina, trabajando todos gratuitamente, como un modo de impugnar políticamente y teatralmente la atomización que había implantado la dictadura militar respecto a la cultura. Teatro Abierto nos sirve para pulirnos y volver a unirnos en un momento en el que en la Argentina nadie conectaba con nadie». Gambaro Griselda.

En Teatro Abierto, Gambaro estrena su obra Decir Sí. Con el regreso de la democracia, el grupo de Teatro Abierto se divide, y a partir de 1983 las obras de Gambaro se centran en el tema de la dictadura, de las cuales destacan Antígona furiosa, de 1986, La casa sin sosiego, de 1991 y Atando cabos, también de 1991.
Para Gambaro,

«El teatro tiene una doble vertiente: debe ser válido como literatura dramática y, a la vez, como hipótesis teatral. (...) El escenario impone reglas bastante rigurosas. Por ejemplo conocer los tiempos, porque una representación teatral tiene un tiempo determinado y un espacio preciso. El texto va a tener cuerpos y voces, un lenguaje fónico y mímico. Una de las condiciones básicas para escribir dramaturgia es saber visualizar la corporeidad de ese fenómeno que produce la escritura dramática. El autor es todos los personajes a los que mira moverse en el escenario y tiene todos los tonos de las voces de esos personajes. (...) Desde luego, esto establece una diferencia en la escritura». Gambaro Griselda.

A grandes rasgos, la obra de Gambaro esquiva el naturalismo para criticar la docilidad del ser humano, para expresar la imposibilidad de comunicación y la dependencia de los débiles hacia sus propios opresores. En esta huida del naturalismo, la autora recoge influencias de las principales corrientes europeas de los años 50, como el existencialismo, el teatro de la crueldad o el teatro del absurdo; sin que sus obras puedan ser clasificadas como completamente pertenecientes a estas corrientes. Gambaro utiliza de ellas todo aquello que le pueda servir para expresar la soledad humana, la agonía y la absoluta falta de comunicación entre sus personajes, que se rebelan, condenados a vivir en perpetua soledad.
Las piezas de Griselda Gambaro están construidas desde el conflicto dramático que genera una situación de crisis; en el momento en que los personajes se muestran ante el espectador, atraviesan una situación límite cuyo proceso de resolución, positivo o negativo (a favor de la víctima o a favor del victimario), va a tener lugar ante nuestros ojos. En este proceso, los personajes se encuentran con unos antagonistas que anulan o intentan impedir el deseo de realización personal de los otros; representan la incomprensión frente a una nueva forma de entender el mundo. Sus personajes, generalmente perdedores y débiles por naturaleza, se ven ante la dura dicotomía de elegir entre seguir dejándose dominar o rebelarse; de ahí la dureza y valentía de sus decisiones, que contrastan con la debilidad de su condición y que genera una lucha continua contra lo que los domina y los convierte en víctimas. Para Marta Contreras:

«La escenificación dramática de Griselda Gambaro se inserta en esta contemporaneidad [en la que el cuerpo pasa de tercer referente a primer referente] a través de la diagnosis de un cuerpo que en su materialización literario-teatral propongo llamar figura. Esta figura es la escenificación de una serie de gestos verbales y corporales específicos cuya exposición abre zonas críticas, cargadas, no resueltas de la vida contemporánea».

Se trata de obras construidas desde una mirada personal, que impregna todas sus piezas y que condiciona la recepción del público, ya que los personajes han pasado en un primer momento por el prisma de la autora, que desde tal punto los mira y los muestra al espectador. Tal como afirma la autora, "escribimos lo que somos".
En el desarrollo dramático tiene gran importancia la palabra, por presencia o por ausencia; es un elemento que Gambaro considera fundamental para el teatro.[cita requerida] Se trata de un lenguaje actual, adecuado a cada uno de los personajes, coloquial y plagado de modismos y frases hechas, adecuado también a la realidad cultural del público al que se enfrenta, el argentino. De ahí la decantación por el uso del voseo y algunas expresiones tomadas directamente del lunfardo. Gambaro utiliza diálogos precisos y densos que a veces se apoyan en un juego lingüístico establecido entre los personajes y destinado a ocultar o declarar la verdad, dependiendo de las necesidades de cada obra. Se trata de un lenguaje que en muchos casos, se revela como incapaz para el entendimiento entre opresores y oprimidos, entre vencedores y vencidos. De ahí que la palabra no sea el único protagonista de sus textos, sino que también cuenten de manera muy importante los silencios y los gritos, que en muchos personajes se revelan como el único arma de que dispone el débil, la víctima, para enfrentarse al opresor, al victimario. Muchas de sus obras acabarán con el grito desgarrador de sus protagonistas, gritos que acaban convirtiéndose en un alarido, un aullido que animaliza a sus personajes para mostrar la fiereza de los condenados al silencio.
Respecto al tiempo y al espacio de la acción dramática, éste viene marcado por necesidades estéticas o argumentales en unos casos, y por necesidades “políticas” en otros. Tomemos como muestra el caso de Antígona furiosa, obra en la que la reutilización de un texto clásico sirve a la autora para llegar más allá. Es decir, partiendo de la base de un universo común al espectador y a la autora, esta última transgrede los límites del modelo inicial y conduce al espectador al punto de reflexión que ella propone.
Además, la autora recurre a tiempos míticos o lejanos histórica y espacialmente, en momentos en los que la dramatización de ciertos temas podía acarrear problemas al escritor. No en vano la autora se vio obligada a pasar tres años de exilio en Barcelona tras la prohibición, por parte de la dictadura militar, de su novela Ganarse la muerte, hecho que le costó la inclusión en las listas negras de la Triple A. Cuando en 1980 la autora regresa a su país natal, se ve obligada a camuflar ciertos temas a los que se niega a renunciar para poder seguir publicando y representando sus obras en un momento en el que los militares aún estaban en el poder, sin que ello le repercutiera gravemente.
Nora Mazziotti describe el compromiso político de Gambaro:

«Un rasgo vital del teatro de Gambaro es que, a medida que en sus obras crece el clima poético y metafórico –en textos muy trabajados y cada vez más escuetos– y se ahonda su significación humana, se afianza el compromiso ético con la sociedad argentina. Sin que los textos de Griselda Gambaro tengan una ubicación espacio-temporal definida, es posible leer que se refieren al país. [...] esa distancia, esa desubicación de lugares y de épocas permite un movimiento doble. Por un lado universaliza y distancia las situaciones pero, simultáneamente, las aclara, las acerca. Focaliza. Desde la China, el Japón, desde la antigua Grecia, o desde la pequeñez de ambientes maltrechos, dicen no a las dictaduras, no a olvidos, no a indultos, no a obediencias debidas, no a la corrupción, no al perdón massmediático de los asesinos. Lo dicen –lo actúan– los locos, los tontos, los sucios, los desharrapados. Repuestos de la idiotez, limpiados de la suciedad, desde la precariedad y la marginación, empiezan a entender un poco».

En octubre de 1981 'El Campo' se le dio su estreno británico en una producción multirracial (Nuevo) Internacionalista Theatre en Londres. Dirigida por Barry Phillips, el elenco incluye a Richard Trent, Roy Lee y Angelique Rockas. Traducción por Guillermo Oliver 1971. Considerada una de las obras maestras Gambaro la obra pertenece a:" la escuela del teatro alegórico de la opresión, por escrito, en una sociedad en la que la brutalidad y la censura suprimen la democracia y de la imaginación ... (el juego) dibuja política paralelos por referencia a los campos de concentración nazis ... el teatro del absurdo y los horrores de pesadilla interior ".